# هفت تپانچه برای خانواده مک‌گرگور
هفت تپانچه برای خانواده مک‌گرگور (انگلیسی: Seven Guns for the MacGregors؛ ایتالیایی: Sette pistole per i MacGregor) یک فیلم وسترن اسپاگتی ایتالیایی به کارگردانی فرانکو جیرالدی است که در سال ۱۹۶۶ منتشر شد. کارگردان این فیلم دستیار سرجو لئونه در فیلم به خاطر یک مشت دلار بود و این فیلمش با موفقیت مالی مواجه شد.

## بازیگران
- فرناندو سانچو
- آگاتا فلوری
- ژرژ ریگاد
- مانوئل سارسو
- رافائل باردم
- ویکتور اسرائیل
- آلبرتو دلاکوا
- مارگریتا هوروویتس
- ناتسارنو ناتاله
- کریس اوئرتا
- رابرت وودز
- پرلا کریستال